# ブランド郡 (バージニア州)
ブランド郡（英: Bland County）は、アメリカ合衆国バージニア州の南西部に位置する郡である。2010年国勢調査での人口は6,824人であり、2000年の6,871人から0.7%減少した。郡庁所在地は国勢調査指定地域のブランド（人口409人）であり、法人化された町がないという国内でも数少ない郡の1つである。

## 歴史
ブランド郡は1861年に、ワイス郡、テイズウェル郡、ジャイルズ郡のそれぞれ一部を合わせて設立された。後にジャイルズ郡からさらにその一部を譲渡された。地域の住人は各郡庁所在地までの距離が遠いことに不満を抱いていた。法的な手続きを行おうとしても、山がちな地形を通る道では、素早く快適な行動が取れなかった。ブランドの岩がちな山岳部や谷とは遠く離れた所のために税金を払うということも不満の対象だった。1861年3月30日、バージニア州議会でブランド郡を設立する法案が成立した。郡名はバージニア植民地の指導者であり、その発言がイングランドからの自由と独立の知的な基礎となったリチャード・ブランドに因んで名付けられた。

## 地理
アメリカ合衆国国勢調査局に拠れば、郡域全面積は359平方マイル (930 km2)であり、このうち陸地359平方マイル (930 km2)、水域は0平方マイル (0 km2)で水域率は0.02%である。
ブランド郡はアパラチアン地域委員会の定義するアパラチア山脈地域の中にある。山が多く、小さな川の造る渓谷が郡内を通っている。リッジ・アンド・バレー地形の中に全体が入っている。
ホルストン川北支流はブランド郡に水源がある。

### 主要高規格道路
- 州間高速道路77号線
- アメリカ国道52号線
- バージニア州道42号線
- バージニア州道61号線
- バージニア州道598号線

## 隣接する郡
- マーサー郡 (ウェストバージニア州) - 北
- ジャイルズ郡 - 北東
- プラスキ郡  - 南東
- ワイス郡 - 南
- スミス郡 - 南西
- テイズウェル郡 - 西

### 国立保護地域
- ジェファーソン国立の森（部分）

## 人口動態
以下は2000年国勢調査による人口統計データである。
| 基礎データ - 人口: 6,871人 - 世帯数: 2,568 世帯 - 家族数: 1,908 家族 - 人口密度: 7人/km2（19人/mi2） - 住居数: 3,161軒 - 住居密度: 3軒/km2（9軒/mi2） 人種別人口構成 - 白人: 94.82% - アフリカン・アメリカン: 4.19% - ネイティブ・アメリカン: 0.09% - アジア人: 0.12% - 太平洋諸島系: 0.01% - その他の人種: 0.09% - 混血: 0.68% - ヒスパニック・ラテン系: 0.47% 先祖による構成 - アメリカ人：37.4% - ドイツ系：11.8% - イギリス系：11.5% - アイルランド系：10.9% 年齢別人口構成 - 18歳未満: 19.4% - 18-24歳: 7.6% - 25-44歳: 30.6% - 45-64歳: 27.9% - 65歳以上: 14.5% - 年齢の中央値: 40歳 - 性比（女性100人あたり男性の人口） - 総人口: 119.9 - 18歳以上: 121.9 | 世帯と家族（対世帯数） - 18歳未満の子供がいる: 28.3% - 結婚・同居している夫婦: 62.4% - 未婚・離婚・死別女性が世帯主: 8.7% - 非家族世帯: 25.7% - 単身世帯: 23.3% - 65歳以上の老人1人暮らし: 10.3% - 平均構成人数 - 世帯: 2.43人 - 家族: 2.85人 収入と家計 - 収入の中央値 - 世帯: 30,397米ドル - 家族: 35,765米ドル - 性別 - 男性: 30,801米ドル - 女性: 23,380米ドル - 人口1人あたり収入: 17,744米ドル - 貧困線以下 - 対人口: 12.4% - 対家族数: 9.1% - 18歳未満: 14.2% - 65歳以上: 22.6% |

## CDP
- ブランド - 郡庁所在地
- ロッキーギャップ
- バスティアン